# Internet delle cose

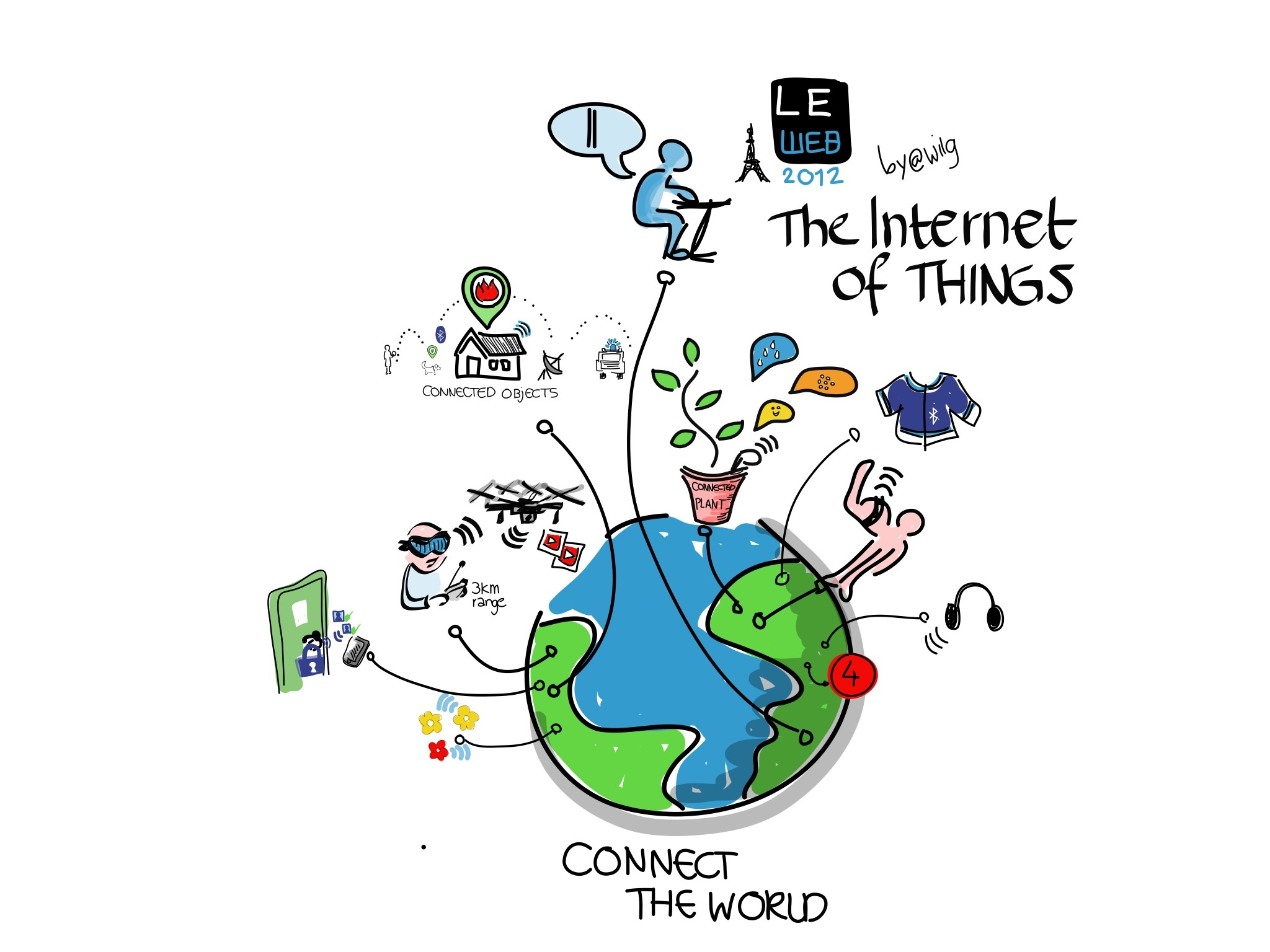
Rappresentazione grafica dell'Internet delle cose

L'Internet delle cose (IdC), dall'inglese Internet of Things (IoT), è un neologismo utilizzato nel mondo delle telecomunicazioni e dell'informatica che fa riferimento all'estensione di internet al mondo degli oggetti e dei luoghi concreti, che così acquisiscono una propria identità digitale in modo da poter comunicare con altri oggetti nella rete stessa. 
Un'evoluzione significativa dell'IoT è rappresentata dal cosiddetto Web of Things (WoT), un insieme di standard sviluppati dal World Wide Web Consortium (W3C) che si basano sulle tecnologie tradizionali del Web (HTTP, URL, JSON, WebSockets, ecc.).

## Storia
Dopo i primi esperimenti empirici come il collegamento di alcune macchine a delle reti di server ARPANET negli anni '80, le prime proposte software di metà anni '90 da parte di alcune multinazionali (Microsoft At Work di Microsoft oppure il NEST di Novell), a partire da fine anni '90 il concetto di IoT andò delineandosi più chiaramente attraverso pubblicazioni scientifiche (come quelle di Nicholas Negroponte del Media Lab del MIT o nel 1999 dell'ingegnere Kevin Ashton, co-fondatore di Auto-ID Center sempre al MIT) e relativi articoli di giornale, per poi essere in seguito sviluppato dall'agenzia di ricerca Gartner.
La Cisco Systems sostiene invece che l'IoT sia nato tra il 2008 e il 2009, quando il numero di oggetti e cose connessi a internet superò quello degli esseri umani.
Nel corso degli anni '10 tale concetto si diffonde enormemente a livello pubblico, soprattutto grazie alla domotica (smart home), ai sistemi di intrattenimento nelle automobili e alla videosorveglianza, ma anche alla e-health e ad altri settori.

## Descrizione
Il concetto rappresenta una possibile evoluzione dell'uso della rete internet: gli oggetti (le "cose") si rendono riconoscibili e acquisiscono intelligenza grazie al fatto di poter comunicare dati su se stessi e accedere ad informazioni aggregate da parte di altri. Gli scopi e i campi d'applicazione sono svariati, ad esempio si consente poter fornire da una parte servizi agli utenti e dall'altra parte, quella delle enormi aziende che gestiscono la rete, la comoda possibilità di estrarre dati gratuitamente e dettagliatamente sugli utenti per fini predittivi sia commerciali che propagandistici. Tutti gli oggetti possono acquisire quindi un ruolo attivo grazie al collegamento alla rete internet.
Per "cosa" o "oggetto" si può intendere più precisamente categorie quali: dispositivi, apparecchiature, impianti e sistemi, materiali e prodotti tangibili, opere e beni, macchine e attrezzature. Questi oggetti connessi che sono alla base dell’Internet delle cose si definiscono più propriamente "oggetti intelligenti" (in inglese smart objects) e si contraddistinguono per alcune proprietà o funzionalità. Le più importanti sono identificazione, connessione, localizzazione, capacità di elaborare dati e capacità di interagire con l’ambiente esterno.
L'obiettivo dell'internet delle cose è far sì che il mondo elettronico tracci una mappa di quello reale, dando un'identità elettronica alle cose e ai luoghi dell'ambiente fisico. Gli oggetti e i luoghi muniti di etichette RFID (identificazione a radiofrequenza) o codici QR comunicano informazioni in rete o a dispositivi mobili come i telefoni cellulari.
I campi di applicabilità sono molteplici: dalle applicazioni industriali (processi produttivi), alla logistica e all'infomobilità, fino all'efficienza energetica, all'assistenza remota e alla tutela ambientale.

### Tecnologie abilitanti
Nella visione dell'Internet delle cose, gli oggetti creano un sistema pervasivo ed interconnesso avvalendosi di molteplici tecnologie di comunicazione (tipicamente a corto raggio). I tag RFID hanno rappresentato uno dei primi esempi in tale ambito. Tuttavia, nel tempo sono emerse nuove tecnologie in grado di rendere più efficiente la comunicazione tra gli oggetti. Tra esse spicca lo standard IEEE 802.15.4 e, soprattutto, il suo recente emendamento IEEE 802.15.4e, in grado di incrementare notevolmente l'affidabilità dei collegamenti a radio frequenza e l'efficienza energetica, grazie all'adozione del meccanismo di accesso al mezzo Time Slotted Channel Hopping. Queste tecnologie di più basso livello, quando integrate in architetture protocollari basate sul protocollo IP, possono dar concretamente vita alla visione dell'Internet delle cose, essendo in grado di dialogare con i nodi della rete Internet. In tal senso, è importante menzionare i protocolli IETF 6LoWPAN, RPL, e CoAP, in grado di creare operativamente una rete IP di oggetti che può dialogare con la rete Internet per creare nuovi servizi in molteplici domini applicativi.

### Aspettative di sviluppo
Il valore del mercato è stimato in 100 miliardi di dollari. Secondo l'Osservatorio Internet of Things del Politecnico di Milano, il mercato degli oggetti intelligenti in Italia è arrivato a toccare i 6 miliardi di indirizzi univoci. La principale fetta di questo mercato è rappresentata dalle applicazioni di smart metering (i contatori gas intelligenti installati presso le utenze domestiche). Nel prossimo futuro si prevede un’ulteriore accelerazione del mercato, soprattutto per quanto riguarda gli ambiti smart metering, smart car, smart home e industrial IoT.
Le aspettative degli esperti sono che l'Internet delle cose cambierà il nostro modo di vivere in modo radicale. Gli oggetti intelligenti, con capacità decisionale, permetteranno risparmio energetico sia a livello personale (domotica o smart home) sia a livello macroscopico (smart city e smart grid). L'integrazione con internet implica l'utilizzo di IP univoci. IPv4 permette di avere 6 miliardi di indirizzi univoci, ecco perché gli sviluppatori di dispositivi IoT stanno adottando lo standard IPv6, che permette di raggiungere 2128 (circa 3,4 × 1038) indirizzi.

### Campi di possibile applicazione
I principali domini applicativi ed ambiti operativi interessati dallo sviluppo della IoT sono riportati sinteticamente nel seguente elenco:
- Sanità
- Manutenzioni
- Agricoltura
- Avionica
- Città intelligente
- Contatore intelligente
- Domotica
- Intelligent transportation system
- Industria automobilistica
- Ingegneria biomedica
- Monitoraggio
- Robotica
- Reti wireless di sensori
- Rilevazione eventi avversi
- Smart grid
- Sistemi embedded
- Telelettura
- Telemetria
- Telematica
- Videosorveglianza
- Zootecnia

### Progetti di ricerca
IoT è oggetto di ricerca a livello internazionale, dal momento che promette di avere applicazioni in diversi ambiti. L'utilizzo di trasmissione 5G per poter sviluppare su larga scala IoT viene studiato nel progetto 5G-SOLUTIONS coordinato da Andrea Di Giglio. Il progetto, finanziato dalla Comunità Europea nell'ambito del programma Horizon 2020, è partito a giugno 2019. 4 living lab sono stati messi a punto per sperimentazioni su Industria 4.0, smart cities, smart ports, smart energy e la trasmissione di contenuti media.

## Problematiche e controversie
Le maggiori problematiche all'IoT riguardano due aspetti: la sicurezza e la privacy, che dipendono dal fatto che i sistemi di tipo centralizzato sempre più grandi in uso si sono rivelati in proporzione sempre più vulnerabili e manipolabili; la maggior parte delle aziende sta quindi lavorando su soluzioni di sistema non più centralizzato ma distribuito, tipo blockchain, che rendano più sicuri i dispositivi da errori o da attacchi informatici.
La pervasività dell'infrastruttura digitale, secondo Shoshana Zuboff sta trasformando i dispositivi <<da qualcosa che possediamo a qualcosa che ci possiede>>. Inoltre la mancanza di normative adeguate a regolare l'enorme potere delle industrie monopoliste private del settore, le lascia libere di estrarre dai flussi informativi tutti i dati che ritengano utili ai loro businnes spesso e volentieri ad insaputa degli utenti..
Un problema altrettanto importante riguarda il fatto che i dispositivi non dovrebbero avere al loro interno aggiunte indesiderate o nascoste nelle fasi costruttive: per cercare di garantire questa sicurezza, all'uscita dei prodotti dalla fabbrica sono stati creati dei protocolli di trusted computing.

### Privacy, autonomia e controllo
Peter-Paul Verbeek, professore di filosofia della tecnologia all'Università di Twente (Olanda), scrive che la tecnologia ha già ora una forte influenza sulle nostre decisioni morali, che a loro volta vanno a condizionare l'agire dell'uomo, la sua privacy ed autonomia. Inoltre, mette in guardia dal considerare la tecnologia semplicemente come un oggetto, e raccomanda invece di riguardarla come un agente attivo.
Justin Brookman, del Centro per la Democrazia e la Tecnologia (CDT), ha dichiarato preoccupazione sull'impatto dell'IoT sulla privacy dei consumatori, dicendo che "Ci sono alcune persone nell'ambito commerciale che dicono, 'Oh, Big Data - raccogliamo tutto, e teniamolo in giro per un sacco di tempo; pagheremo qualcuno per pensare alla sicurezza più tardi.' La questione è se vogliamo o no avere un qualche strumento di controllo per limitare la dispersione di dati."
Tim O'Reilly ritiene che i metodi di vendita dei dispositivi IoT siano fuorvianti; mentre essi diffondono l'idea che la funzione principale dell'IoT sia di guadagnare efficienza collegando alla rete tutti i tipi di congegni elettronici, egli sostiene che "l'IoT è in realtà un'estensione dell'uomo. Le applicazioni sono profondamente differenti quando ci sono sensori e dati che influenzano la presa di decisioni."
Anche editoriali di WIRED hanno espresso preoccupazione; uno in particolare dichiara: "Ciò che stiamo per perdere è la nostra privacy. Anzi, è anche peggio. Non perderai solo la tua privacy, vedrai il concetto stesso di privacy riscritto sotto il tuo naso"
L'American Civil Liberties Union (ACLU, Unione americana per le libertà civili) ha rivelato apprensione circa la possibilità che l'IoT possa mettere a repentaglio il controllo di ognuno sulla propria vita. L'ACLU ha scritto che "Non esiste un modo semplice per prevedere come saranno utilizzati questi strumenti così potenti -- che si accumulano in maniera sproporzionata nelle mani di corporazioni che cercano vantaggi finanziari o di governi che aspirano ad un controllo ancora maggiore. C'è la possibilità che i Big Data e l'Internet delle Cose ci rendano più difficile controllare le nostre vite, e mentre noi diventiamo sempre più trasparenti per grandi corporazioni e istituzioni governative, esse diventino sempre più torbide."
Alcuni ricercatori hanno identificato i problemi sulla privacy che tutti gli stakeholder nel campo dell'IoT devono affrontare, dai produttori e gli sviluppatori di app ai clienti stessi, ed hanno esaminato le responsabilità di ogni parte coinvolta così da assicurare la privacy in tutte le circostanze. Tra i problemi sottolineati nel report si trovano:
- Consenso dell'utente: in qualche modo gli utenti devono essere in grado di dare consenso informato alla raccolta di dati. Gli utenti, però, hanno a disposizione tempo e conoscenze tecnologiche limitate.
- Libertà di scelta: sia la protezione della privacy sia le norme sottostanti devono promuovere la libertà di scelta.
- Anonimato: le piattaforme dell'IoT prestano scarse attenzione all'anonimato dell'utente nella trasmissione di dati. Piattaforme future potrebbero, per esempio, utilizzare TOR o tecnologie simili così che non si possano tracciare profili troppo specifici degli utenti basandosi sul comportamento delle loro "cose".

La libertà individuale ad utilizzare le proprie proprietà potrebbe essere limitata o addirittura annullato quasi in tempo zero prendendo il controllo della rete IOT. Un regime militare che prende il potere potrebbe immediatamente bloccare tutti i veicoli connessi alla rete, disattivare i televisori e altri dispositivi collegati alla rete.

### Sicurezza
Sono state sollevate preoccupazioni sul fatto che si stia sviluppando l'Internet delle Cose molto rapidamente, senza la considerazione appropriata per le questioni di sicurezza coinvolte e i cambi regolamentari che potrebbero essere necessari. Secondo il BI (Business Insider) Intelligence Survey condotto nell'ultimo quadrimestre del 2014, il 39% degli intervistati sostiene che la sicurezza sia il problema più pressante nell'adozione dell'Internet delle Cose. In particolare, con la diffusione sempre più estesa dell'IoT, è probabile che gli attacchi cibernetici diventino una minaccia reale, invece che solo potenziale. In un articolo di Forbes di gennaio 2014, il curatore della sezione di sicurezza cibernetica Joseph Steinberg ha elencato molte applicazioni connesse a Internet che possono già "spiare le persone in casa loro", inclusi televisori, strumenti per la cucina, macchine fotografiche e termostati. È stato dimostrato che dispositivi computerizzati inseriti nelle automobili come freni, motore, serrature, sistemi di apertura del cofano o rilascio del carrello, segnalatori acustici, riscaldamento e cruscotto sono vulnerabili da parte di soggetti che hanno accesso alla rete di bordo. In certi casi, i sistemi computerizzati di un veicolo sono connessi a Internet e ciò rende possibile l'intromissione con un collegamento remoto.